# 트로이 무게

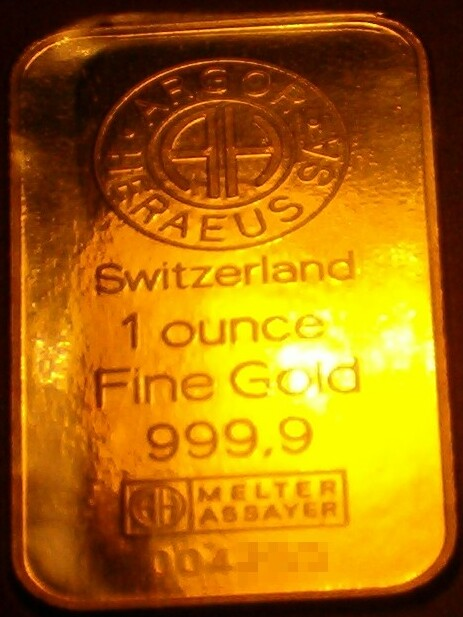
트로이 온스는 금 계량의 전통적인 단위이다.

트로이 무게(Troy weight)는 15세기 잉글랜드에서 유래한 질량의 단위 체계로, 주로 귀금속 산업에 사용된다. 트로이형(troy衡) 또는 금형(金衡)이라고도 한다. 트로이 무게 단위는 그레인, 페니웨이트(24 그레인), 트로이 온스(20 페니웨이트), 트로이 파운드(12 트로이 온스)이다. 트로이 그레인은 상형(常衡)의 그레인 단위와 동일하지만 트로이 온스는 상형 온스보다 무겁고 트로이 파운드는 상형 파운드보다 가볍다. 1 트로이 온스(oz t)는 정확히 31.1034768그램이다.

## 같이 보기
- 지금형 주화
- 캐럿 (질량)
- 단위 변환
- 액량 온스
- 미국 단위계